# 十里坪镇
十里坪镇，是中华人民共和国陕西省商洛市商南县下辖的一个乡镇级行政单位。

## 行政区划
十里坪镇下辖以下地区：
十里坪村、中棚村、三河村、李家湾村、转路沟村、红岩村、黑沟村、石柱河村、马王沟村、槐树坪村、下河村、梁家坟村、碾子坪村、大竹园村、核桃坪村、白鲁础村、小川村、宽坪村和西坪村。